# エンリケ・シャディアック
エンリケ・シャディアック（Enrique Chediak、1967年 - ）は、エクアドルの撮影監督である。日本語では「エンリケ・チェディアク」とも表記される。

## 経歴
1967年、キトに生まれる。スペインのマドリードで写真を学び、チリのサンティアゴでコミュニケーション学を学んだのち、ニューヨーク大学で映画を学んだ。『グッド・ガール』や『28週後...』、『127時間』などの作品で撮影を手がけている。

## フィルモグラフィー
特記のない作品は撮影のみを担当。

### 長編映画
- ハリケーン・クラブ Hurricane Streets （1997年）
- ウェルカム・バクスター Desert Blue （1998年）
- パラサイト The Faculty （1998年）
- 歌追い人 Songcatcher （2000年）
- マネー・ゲーム Boiler Room （2000年）
- ヴァニシング・チェイス 3 A.M. （2001年）
- グッド・ガール The Good Girl （2002年）
- タブロイド Crónicas （2004年）
- イノセント・ラブ A Home at the End of the World （2004年）
- ダウン・イン・ザ・バレー Down in the Valley （2005年）
- ブラッド・パラダイス Turistas （2006年）
- 浮気のアリバイ作ります。 The Alibi （2006年）
- 消えた天使 The Flock （2007年）
- 28週後... 28 Weeks Later （2007年）
- 127時間 127 Hours （2010年）
- レポゼッション・メン Repo Men （2010年）
- きみがくれた未来 Charlie St. Cloud （2010年）
- イントルーダーズ Intruders （2011年）
- REDリターンズ Red 2 （2013年）
- エウロパ Europa Report （2013年）
- メイズ・ランナー The Maze Runner （2014年）
- フィフス・ウェイブ The 5th Wave （2016年）
- バーニング・オーシャン Deepwater Horizon （2016年）
- ブエナ・ビスタ・ソシアル・クラブ☆アディオス Buena Vista Social Club: Adios （2017年）
- アメリカン・アサシン American Assassin （2017年）
- バンブルビー Bumblebee （2018年）
- ヴォイジャー Voyagers (2021年)

### 短編映画
- El Rio （1999年） - 監督

### テレビ映画
- レックス・ザ・チャンプ/無敗の帝王 Undefeated （2003年） - 撮影・製作総指揮

## 受賞
- 1997年 - 第13回サンダンス映画祭 - 最優秀撮影賞（『ハリケーン・クラブ』）[5][6]
- 2010年 - 第6回ユタ映画批評家協会賞 - 最優秀撮影賞（『127時間』）[7]